# Coțușca
Coțușca es una comuna y pueblo de Rumania ubicada en el distrito de Botoșani.
Según el censo de 2011, tiene 4627 habitantes, mientras que en el censo de 2002 tenía 5357 habitantes. La mayoría de la población es de etnia rumana (96,99 %).
La mayoría de los habitantes son cristianos de la Iglesia Ortodoxa Rumana (94,27 %), con minorías de pentecostales (1,29 %).
En la comuna hay nueve pueblos (población en 2011):
- Coțușca (pueblo), 1489 habitantes;
- Avram Iancu, 94 habitantes;
- Cotu Miculinți, 418 habitantes;
- Crasnaleuca, 614 habitantes;
- Ghireni, 628 habitantes;
- Mihail Kogălniceanu, 215 habitantes;
- Nichiteni, 596 habitantes;
- Nicolae Bălcescu, 33 habitantes;
- Puțureni, 540 habitantes.

El pueblo se ubica en el noreste del distrito cerca de la frontera con la República de Moldavia, unos 10 km al sur de Lipcani.